# キャプテントゥーレ
キャプテントゥーレ (Captain Thule) は、日本の競走馬（父内国産馬）である。2008年の皐月賞優勝馬。馬名の由来は大叔父（祖母の弟）のスキーキャプテンと母のエアトゥーレの一部を足したもの。2009年2月までの担当調教助手は牧浦充徳（現・調教師）。

## デビュー前
社台レースホースにおいて総額5000万円で募集された。

## 戦績

### 2歳
6月7日付で日本中央競馬会 (JRA) に競走馬登録された。7月8日に阪神競馬場で行われた2歳新馬戦で、祖母や母にも騎乗経験のある武豊が騎乗してデビュー。栗東の坂路で51.5秒など2歳離れした好時計を連発していたため単勝1.8倍の1番人気に支持されるが、8着という結果に終わった。なおこの競走には当競走の勝ち馬であり後に宝塚記念を勝ったアーネストリーに加え、後にGI2勝を挙げるトールポピーが2着、後にシンザン記念を勝ったドリームシグナルが3着と、GI・JpnI馬3頭・重賞馬4頭を輩出する競走となった。7月29日に小倉競馬場で行われた2歳未勝利戦でも1番人気に支持され、デビュー2戦目で初勝利を挙げる。その後短期放牧に出され帰厩後新潟2歳ステークスに向かう予定だったが、馬インフルエンザによる移動制限により帰厩が遅れ回避することになった。9月6日に帰厩し、9月16日に行われた野路菊ステークスに出走。単勝1番人気に支持されるが、レースでは後方から追い込み3着という結果だった。続く重賞初挑戦となったデイリー杯2歳ステークスでは、追い切りで49.8秒という2歳馬ながら栗東坂路で50秒切る強烈なタイムを出していたが周りは低評価。調教駆けするタイプとみられていたが、当時騎乗停止中だった武の代役で川田将雅が騎乗し先行策でレースを制し重賞初勝利を挙げた。次走は全日本2歳優駿にも登録を行ったが初のJpnI挑戦となる朝日杯フューチュリティステークスに出走。しかしスタートで後手を踏み逃げるゴスホークケンを捕らえることができず、さらに直線坂前でモタつき追い比べでレッツゴーキリシマを交わせず3着に敗れた。このあと全日本2歳優駿を回避しグリーンウッドへ放牧に出された。

### 3歳

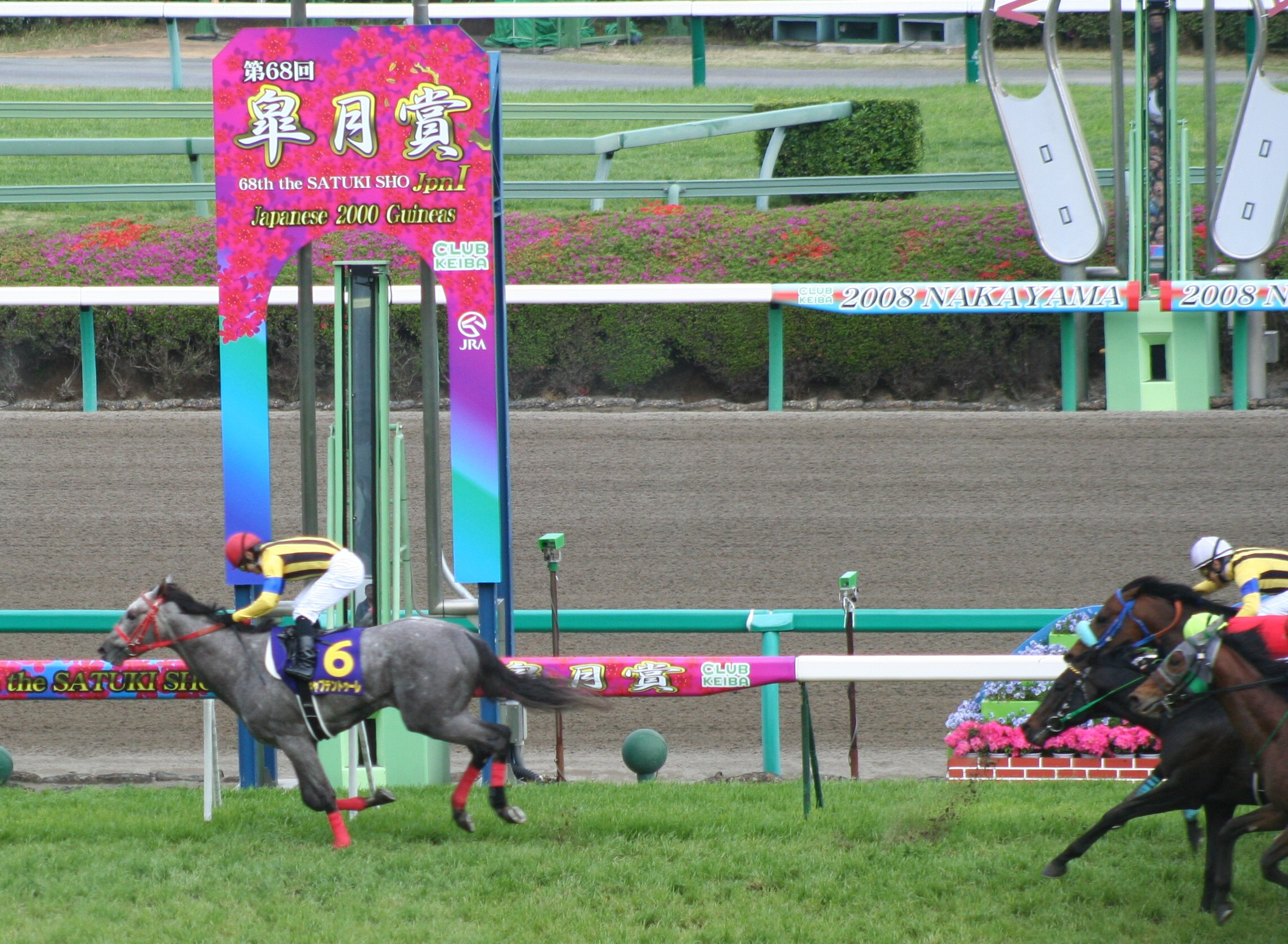
第68回皐月賞

放牧から戻った後、2008年の初戦として出走した弥生賞は4着となった。続く4月20日に行われた皐月賞ではスタート直後にハナに立つと、昼過ぎまで降っていた雨でやや緩んだ馬場を生かした鞍上・川田の好騎乗でスローペースに抑えそのままゴールまで逃げ切り初のJpnI勝利を飾った。この勝利は川田にとってもJpnI初勝利となった。
次走は東京優駿の予定だったが次走に備えて栗東トレーニングセンターへ帰厩する準備をしていた所、歩様に異変が見られたため遠征滞在先の中山競馬場の診療所にて4月22日に検査を受けた。その結果、左第3手根骨の骨折が判明、約1年間の休養を強いられることとなり、父アグネスタキオン同様、皐月賞勝利後の故障で東京優駿を断念することとなった。

### 4歳
2009年8月9日の関屋記念において、1年4ヶ月ぶりに復帰しスマイルジャックの4着に入り、久々のレースながら地力を示していた。9月12日の第60回朝日チャレンジカップに出走し、最後の直線で3歳馬ブレイクランアウトとの叩き合いを制し、皐月賞以来、1年5ヶ月ぶりの勝利を飾った。そして、11月1日の天皇賞（秋）では2番手でレースを進めるも直線で失速してしまい12着と大敗した。続く11月22日のマイルチャンピオンシップでは好スタートから道中2番手で追走したが、直線で馬場の外へよれてしまい4着に敗れた。

### 5歳
2010年1月24日のアメリカジョッキークラブカップに1番人気で出走。道中3番手でレースを進めたが、直線で失速し11着と大敗した。3ヶ月間隔を挟んだ4月17日のマイラーズカップでは好位集団から馬群を割って伸びてくるも3着だった。6月6日の安田記念ではリーチザクラウン・トライアンフマーチに次ぐ3番人気で出走、レースでは4番手で追走するも直線で伸びあぐねてしまいショウワモダンの7着に敗れた。秋は9月11日の朝日チャレンジカップから始動し、逃げ切りでこのレースを連覇した。10月31日の天皇賞（秋）では3番手追走も直線で失速し13着と大敗した。

### 6歳
2011年2月27日の中山記念ではヴィクトワールピサの2着と逃げ粘った。4月3日の大阪杯では速い流れでレースを引っ張ったがヒルノダムールの5着。金鯱賞は平均ペースで逃げ、直線で粘りを図ったがルーラーシップにかわされて2着となった。7月10日の七夕賞は1番人気に支持され、レースでは2番手に控えたが直線半ばで失速し12着に大敗。10月20日付けで現役を引退。社台スタリオンステーションにて種牡馬になる事が発表された。

## 引退後
競走馬引退後は2012年より種牡馬となり、社台スタリオンステーションで繋養される。
2016年シーズンはレックススタッドで種牡馬生活を送るも、同年の種付けシーズンを最後に種牡馬を引退、生まれ故郷である社台ファームで余生を送る。

### 主な産駒
- クロスケ（2018年黒潮盃）[8]

## 競走成績
| 年月日 | 年月日 | 年月日 | 競馬場 | 競走名         | 格    | 頭 数 | 枠 番 | 馬 番 | オッズ （人気） | オッズ （人気） | 着順 | 騎手       | 斤量 | 距離（馬場）  | タイム （上り3F） | タイム 差 | 勝ち馬/（2着馬）       |
| 2007.  | 7.     | 8      | 阪神   | 2歳新馬        |       | 15    | 8     | 14    | 01.8            | （1人）         | 08着 | 武豊       | 54   | 芝1800m（良） | 1:50.3 (37.1)     | -1.6      | アーネストリー         |
|        | 7.     | 29     | 小倉   | 2歳未勝利      |       | 15    | 7     | 12    | 02.6            | （1人）         | 01着 | 武豊       | 54   | 芝1800m（良） | 1:50.4 (35.0)     | -0.1      | （ジョニーバローズ）   |
|        | 9.     | 16     | 阪神   | 野路菊S        | OP    | 8     | 4     | 4     | 02.1            | （1人）         | 03着 | 武豊       | 54   | 芝1800m（良） | 1:47.9 (35.4)     | -0.3      | オースミマーシャル     |
|        | 10.    | 13     | 京都   | デイリー杯2歳S | JpnII | 13    | 4     | 5     | 07.5            | （3人）         | 01着 | 川田将雅   | 55   | 芝1600m（良） | 1:35.6 (34.5)     | -0.3      | （タケミカヅチ）       |
|        | 12.    | 9      | 中山   | 朝日杯FS       | JpnI  | 16    | 4     | 7     | 08.3            | （4人）         | 03着 | 川田将雅   | 55   | 芝1600m（良） | 1:33.9 (35.4)     | -0.4      | ゴスホークケン         |
| 2008.  | 3.     | 9      | 中山   | 弥生賞         | JpnII | 16    | 8     | 15    | 08.7            | （5人）         | 04着 | 川田将雅   | 56   | 芝2000m（良） | 2:02.2 (35.1)     | -0.4      | マイネルチャールズ     |
|        | 4.     | 20     | 中山   | 皐月賞         | JpnI  | 18    | 3     | 6     | 17.1            | （7人）         | 01着 | 川田将雅   | 57   | 芝2000m（良） | 2:01.7 (35.2)     | -0.4      | （タケミカヅチ）       |
| 2009.  | 8.     | 9      | 新潟   | 関屋記念       | GIII  | 18    | 8     | 17    | 09.7            | （4人）         | 04着 | 川田将雅   | 56   | 芝1600m（稍） | 1:33.2 (33.8)     | -0.5      | スマイルジャック       |
|        | 9.     | 12     | 阪神   | 朝日CC         | GIII  | 16    | 3     | 6     | 02.4            | （1人）         | 01着 | 川田将雅   | 56   | 芝2000m（稍） | 2:00.0 (34.0)     | -0.0      | （ブレイクランアウト） |
|        | 11.    | 1      | 東京   | 天皇賞（秋）   | GI    | 18    | 4     | 8     | 16.0            | （6人）         | 12着 | 川田将雅   | 58   | 芝2000m（良） | 1:58.5 (34.9)     | -1.3      | カンパニー             |
|        | 11.    | 22     | 京都   | マイルCS       | GI    | 18    | 5     | 9     | 08.8            | （3人）         | 04着 | 川田将雅   | 57   | 芝1600m（良） | 1:33.4 (34.4)     | -0.2      | カンパニー             |
| 2010.  | 1.     | 24     | 中山   | AJCC           | GII   | 13    | 4     | 4     | 03.3            | （1人）         | 11着 | C.ルメール | 58   | 芝2200m（良） | 2:14.5 (36.7)     | -1.9      | ネヴァブション         |
|        | 4.     | 17     | 阪神   | マイラーズC    | GII   | 18    | 6     | 12    | 07.5            | （5人）         | 03着 | 川田将雅   | 58   | 芝1600m（良） | 1:33.1 (34.0)     | -0.2      | リーチザクラウン       |
|        | 6.     | 6      | 東京   | 安田記念       | GI    | 18    | 4     | 8     | 07.2            | （3人）         | 07着 | 横山典弘   | 58   | 芝1600m（良） | 1:32.0 (35.3)     | -0.3      | ショウワモダン         |
|        | 9.     | 11     | 阪神   | 朝日CC         | GIII  | 9     | 6     | 6     | 03.1            | （2人）         | 01着 | 小牧太     | 57   | 芝2000m（良） | 1:59.2 (34.8)     | -0.3      | （プロヴィナージュ）   |
|        | 10.    | 31     | 東京   | 天皇賞（秋）   | GI    | 18    | 8     | 16    | 28.4            | （9人）         | 13着 | 小牧太     | 58   | 芝2000m（稍） | 2:00.1 (36.4)     | -2.1      | ブエナビスタ           |
| 2011.  | 2.     | 27     | 中山   | 中山記念       | GII   | 12    | 3     | 3     | 10.3            | （4人）         | 02着 | 小牧太     | 58   | 芝1800m（良） | 1:46.4 (34.9)     | -0.4      | ヴィクトワールピサ     |
|        | 4.     | 3      | 阪神   | 大阪杯         | GII   | 15    | 3     | 5     | 04.3            | （2人）         | 05着 | 小牧太     | 58   | 芝2000m（良） | 1:57.9 (35.4)     | -0.1      | ヒルノダムール         |
|        | 5.     | 28     | 京都   | 金鯱賞         | GII   | 16    | 3     | 5     | 03.9            | （2人）         | 02着 | 小牧太     | 58   | 芝2000m（不） | 2:02.5 (36.4)     | -0.1      | ルーラーシップ         |
|        | 7.     | 10     | 中山   | 七夕賞         | GIII  | 17    | 5     | 9     | 02.2            | （1人）         | 12着 | 小牧太     | 58.5 | 芝2000m（良） | 2:01.4 (36.3)     | -0.9      | イタリアンレッド       |

## 血統表
| キャプテントゥーレの血統      | キャプテントゥーレの血統                             | キャプテントゥーレの血統        | （血統表の出典）                | （血統表の出典） |
| 父系                          | サンデーサイレンス系/ヘイロー系                      | サンデーサイレンス系/ヘイロー系 | サンデーサイレンス系/ヘイロー系 | [ § 2 ]          |
| 父 アグネスタキオン 1998 栗毛 | 父の父*サンデーサイレンス Sunday Silence 1986 青鹿毛 | Halo                            | Hail to Reason                  | Hail to Reason   |
| 父 アグネスタキオン 1998 栗毛 | 父の父*サンデーサイレンス Sunday Silence 1986 青鹿毛 | Halo                            | Cosmah                          |                  |
| 父 アグネスタキオン 1998 栗毛 | 父の父*サンデーサイレンス Sunday Silence 1986 青鹿毛 | Wishing Well                    | Understanding                   | Understanding    |
| 父 アグネスタキオン 1998 栗毛 | 父の父*サンデーサイレンス Sunday Silence 1986 青鹿毛 | Wishing Well                    | Mountain Flower                 |                  |
| 父 アグネスタキオン 1998 栗毛 | 父の母アグネスフローラ 1987 鹿毛                     | *ロイヤルスキー                 | Raja Baba                       | Raja Baba        |
| 父 アグネスタキオン 1998 栗毛 | 父の母アグネスフローラ 1987 鹿毛                     | *ロイヤルスキー                 | Coz o'Nijinsky                  |                  |
| 父 アグネスタキオン 1998 栗毛 | 父の母アグネスフローラ 1987 鹿毛                     | アグネスレディー                | *リマンド                       | *リマンド        |
| 父 アグネスタキオン 1998 栗毛 | 父の母アグネスフローラ 1987 鹿毛                     | アグネスレディー                | イコマエイカン                  |                  |
| 母 エアトゥーレ 1997 芦毛     | 母の父*トニービン Tony Bin 1983 鹿毛                 | *カンパラ                       | Kalamoun                        | Kalamoun         |
| 母 エアトゥーレ 1997 芦毛     | 母の父*トニービン Tony Bin 1983 鹿毛                 | *カンパラ                       | State Pension                   |                  |
| 母 エアトゥーレ 1997 芦毛     | 母の父*トニービン Tony Bin 1983 鹿毛                 | Severn Bridge                   | Hornbeam                        | Hornbeam         |
| 母 エアトゥーレ 1997 芦毛     | 母の父*トニービン Tony Bin 1983 鹿毛                 | Severn Bridge                   | Priddy Fair                     |                  |
| 母 エアトゥーレ 1997 芦毛     | 母の母*スキーパラダイス Ski Paradise 1990 芦毛       | Lyphard                         | Northern Dancer                 | Northern Dancer  |
| 母 エアトゥーレ 1997 芦毛     | 母の母*スキーパラダイス Ski Paradise 1990 芦毛       | Lyphard                         | Goofed                          |                  |
| 母 エアトゥーレ 1997 芦毛     | 母の母*スキーパラダイス Ski Paradise 1990 芦毛       | Ski Goggle                      | *ロイヤルスキー                 | *ロイヤルスキー  |
| 母 エアトゥーレ 1997 芦毛     | 母の母*スキーパラダイス Ski Paradise 1990 芦毛       | Ski Goggle                      | Mississippi Siren               |                  |
| 母系(F-No.)                   | (FN:3-l)                                             | (FN:3-l)                        | (FN:3-l)                        | [ § 3 ]          |
| 5代内の近親交配               | ロイヤルスキー 3×4                                   | ロイヤルスキー 3×4              | ロイヤルスキー 3×4              | [ § 4 ]          |
| 出典                          | 1. 2. 3. 4.                                          | 1. 2. 3. 4.                     | 1. 2. 3. 4.                     | 1. 2. 3. 4.      |

- 母エアトゥーレは阪神牝馬ステークス (GII) 優勝。
- 半姉アルティマトゥーレ（父フジキセキ）はセントウルステークス (GII) 、シルクロードステークス (GIII) 優勝。
- 半弟クランモンタナ（父ディープインパクトは小倉記念（GIII）優勝。
- 半弟シルヴァーソニック（父オルフェーヴルはステイヤーズステークス（GII）、レッドシーターフハンデキャップ(サウジアラビアG3)優勝。
- 祖母スキーパラダイスはムーラン・ド・ロンシャン賞（フランスG1）、京王杯スプリングカップ (GII) 優勝。
- スキーパラダイスの半弟スキーキャプテン（父ストームバード）はきさらぎ賞 (GIII) 優勝。
- 曾祖母スキーゴーグルはエイコーンステークス（アメリカG1）優勝。